# الجبل الأزرق (نيويورك)
الجبل الأزرق، هو قمة في جبال آديرونداك في ولاية نيويورك في الولايات المتحدة. يقع شرق بحيرة الجبل الأزرق، مقاطعة هاميلتون، يصل ارتفاع القمة إلى 3750 قدم / 1143 م. بالنسبة للمشي لمسافات طويلة، يبلغ الارتفاع 1،559 قدمًا (475 مترًا) وطول الممر أربعة أميال. يبلغ ارتفاع الممر 2200 قدم (670.56 مترًا).
- الجبل الأسود
- الجبل السحري
- الجبل البارد